# Qatar ExxonMobil Open 2011
Il Qatar ExxonMobil Open 2011 è stato un torneo di tennis giocato sul cemento. È stata la 19ª edizione del Qatar ExxonMobil Open, facente parte dell'ATP World Tour 250 series nell'ambito dell'ATP World Tour 2011. Si è giocato nell'impianto Khalifa International Tennis Complex a Doha, Qatar, dal 3 all'8 gennaio 2011.

## Partecipanti

### Teste di serie
| Nazionalità | Giocatore              | Ranking | Testa di serie* |
| ----------- | ---------------------- | ------- | --------------- |
| Spagna      | Rafael Nadal           | 1       | 1               |
| Svizzera    | Roger Federer          | 2       | 2               |
| Francia     | Jo-Wilfried Tsonga     | 13      | 3               |
| Russia      | Nikolaj Davydenko      | 22      | 4               |
| Lettonia    | Ernests Gulbis         | 24      | 5               |
| Serbia      | Viktor Troicki         | 28      | 6               |
| Spagna      | Guillermo García López | 33      | 7               |
| Germania    | Philipp Kohlschreiber  | 34      | 8               |

* Le teste di serie sono basate sul ranking al 27 dicembre 2010.

### Altri partecipanti
I seguenti giocatori hanno ricevuto una wildcard per il tabellone principale:
- Reda El Amrani
- Shrief Sabri
- Serhij Bubka

I seguenti giocatori sono passati dalle qualificazioni:

- Marco Chiudinelli
- Lukáš Rosol
- Thomas Schoorel
- Antonio Veić

## Campioni

### Singolare
Roger Federer ha battuto in finale  Nikolaj Davydenko per 6–3, 6–4.

### Doppio
Marc López /  Rafael Nadal hanno battuto in finale  Daniele Bracciali /  Andreas Seppi con il punteggio di 6–3, 7–6(4).